# Улица Карла Маркса (Хабаровск)
Улица Карла Маркса — улица в Хабаровске, проходит, как продолжение улицы Муравьёва-Амурского за пересечением улицей Пушкина, до квартала Авиагородок, где переходит в Матвеевское шоссе. Исстари — одна из главных транспортных магистралей города.
К улице примыкают Детский парк имени Гайдара и парк Динамо.

## История
Историческое название — Муравьёва-Амурского, в честь графа Н. Н. Муравьева-Амурского (1809—1881), основателя Хабаровска.
В 1913 году на примыкающей к улице территории (в районе современного стадиона «Динамо») прошла Выставка приамурского края.
С установлением советской власти получила имя Карла Маркса.
В период социалистической реконструкции на улице было начато возведение масштабного «дома специалистов» (№ 41), первая очередь была сдана в 1937 году, вторая — в 1949
В 1992 году начальной части улицы было возвращено историческое название
В 2018 году общественность Хабаровска поддержала предложение переименовать улицу Карла Маркса в улицу Невельского

## Достопримечательности

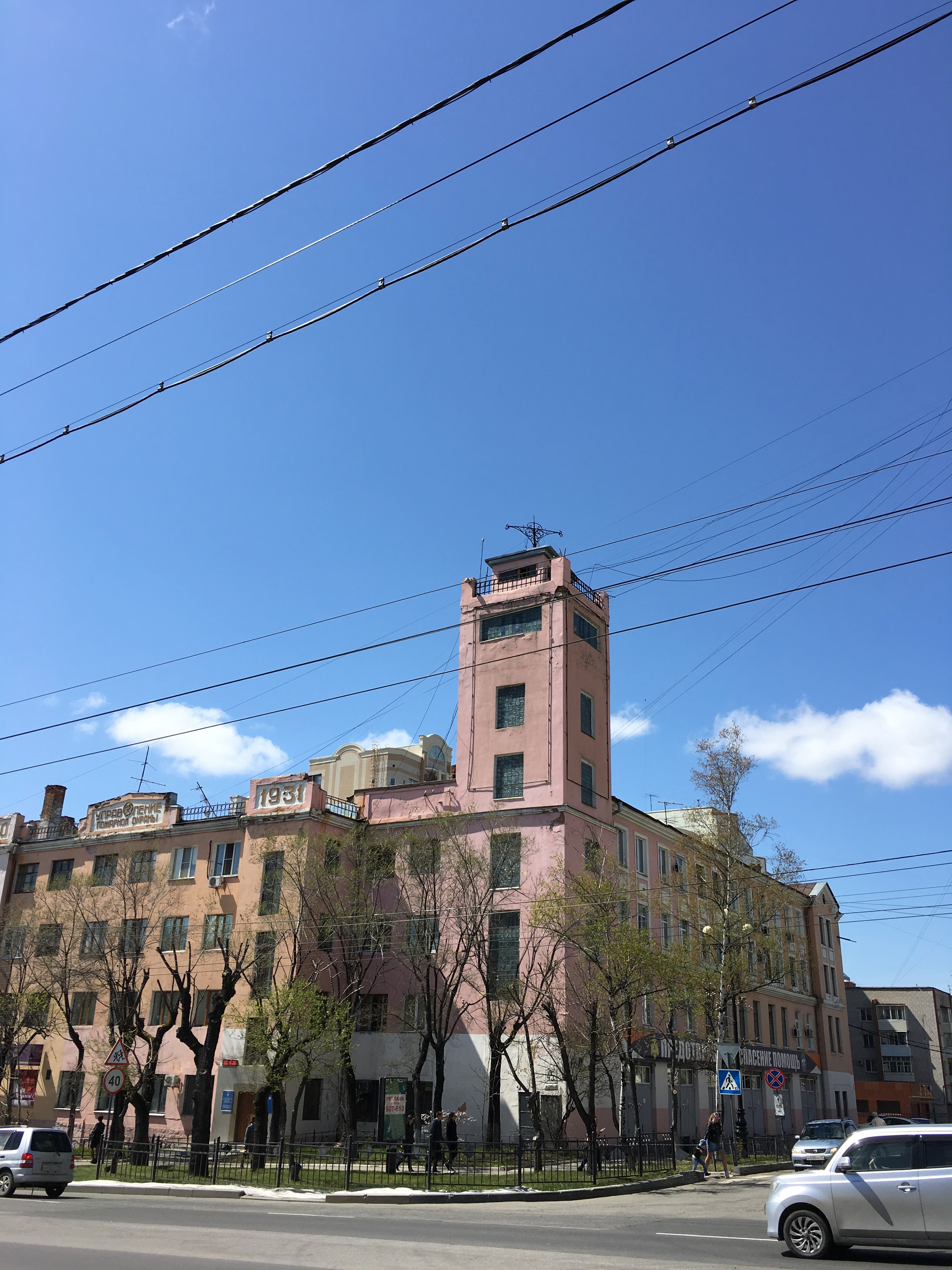
Здание пожарного депо 1-й городской пожарной команды, год постройки 1931

д. 41 — Дом, где жил и умер русский поэт, писатель, журналист Пётр Комаров
д. 43 — Жилой дом руководящего состава УМГБ по Хабаровскому краю
д. 45 — Здание пожарного депо 1-й городской пожарной команды
д. 47 — Картинная галерея имени А. М. Федотова. На здании установлена памятная доска в его честь.
д. 53 — Железнодорожное училище
д. 58 — Почтово-телеграфная контора, где проходила стачка телеграфистов
д. 60 — Комплекс площади им. В. И. Ленина. Общежитие медицинского института
д. 64 — Хабаровский краевой музыкальный театр
д. 66 — Административное здание Крайсовнархоза
д. 68 — Здание пединститута, где учился Герой Советского Союза Е. А. Дикопольцев
д. 168/1 — Центральное кладбище

## Известные жители

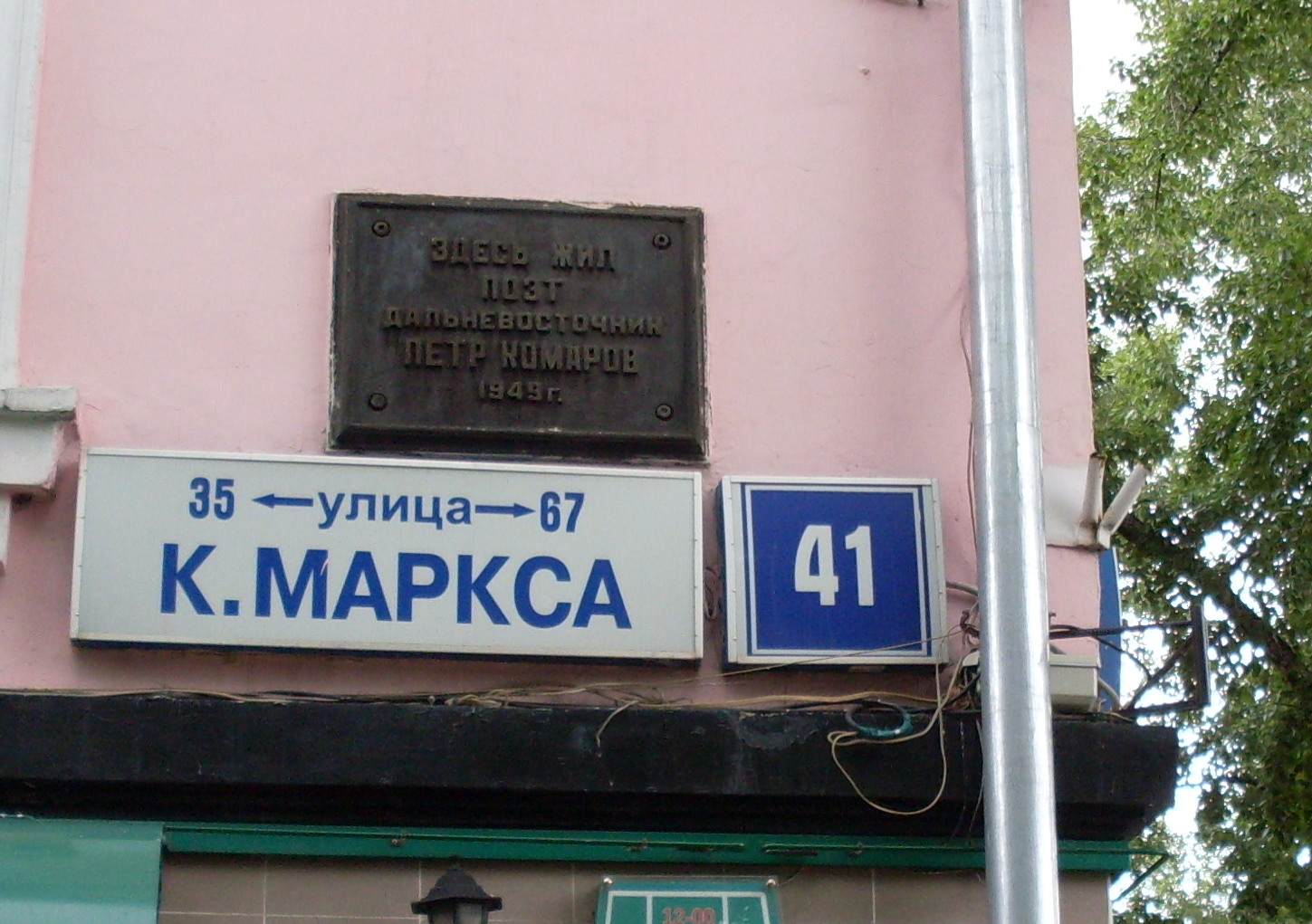
Памятная доска в Хабаровске на доме, в котором жил Пётр Комаров.

д. 39 — Д. Д. Нагишкин, Н. Д. Наволочкин (мемориальная доска)
д. 41 — П. С. Комаров (мемориальная доска)